# Barton-on-the-Heath
Barton-on-the-Heath – wieś w Anglii, w hrabstwie Warwickshire, w dystrykcie Stratford-on-Avon. Leży 33 km na południe od miasta Warwick i 117 km na północny zachód od Londynu.